# Lealao Chinantec jezik
Lealao Chinantec jezik (ISO 639-3: cle; chinanteco de san juan lealao), jedan od 14 indijanskih jezika porodice činantek, velika porodica otomang, kojim govori oko 2 000 Chinantec Indijanaca (1990 popis) u sjeveroistočnoj Oaxaci u Meksiku. 
Najvažnija neselja gdje se govori su San Juan Lealao (po kojem dobiva ime), Latani, Tres Arroyos i La Hondura. Monolingualnih je tek 500 jer se smatra da je inferioran španjolskom [spa].

## Vanjske poveznice
- Ethnologue (14th)
- Ethnologue (15th)